# Новая Жизнь (Калининградская область)
Новая Жизнь — посёлок в Полесском муниципальном округе Калининградской области.

## География
Находится в северной части Калининградской области, в зоне хвойно-широколиственных лесов, к востоку от автодороги 27А-216, на расстоянии примерно 27 километров (по прямой) к востоко-юго-востоку от города Полесска, административного центра района. Абсолютная высота — 19 метров над уровнем моря.

### Климат
Климат характеризуется как переходный от морского к умеренно континентальному. Среднегодовая температура воздуха — 7,2 °C. Средняя температура воздуха самого холодного месяца (января) — −5 — −2 °C (абсолютный минимум — −35 °C); самого тёплого месяца (июля) — 22,4 °C (абсолютный максимум — 37 °C). Продолжительность периода активной вегетации растений составляет около 135—150 дней. Годовое количество атмосферных осадков — 700—900 мм, из которых большая часть выпадает в тёплый период.

### Часовой пояс
Посёлок Новая Жизнь как и вся Калининградская область, находится в часовой зоне МСК−1. Смещение применяемого времени относительно UTC составляет +2:00.

## История
Посёлок Новая Жизнь был образован в 1947 году путём объединения двух населённых пунктов: Фридрихсвальде (нем. Friedrichswalde) и Кляйндомхардтфельде (нем. Kleindomhardtfelde) (до 1938 года назывался Ной-Домхартенен (нем. Neu Domharthenen)). В период с 2008 по 2017 годы Новая Жизнь входила в состав Залесовского сельского поселения Полесского района, с 2017 по 2022 годы — в состав Полесского городского округа.

## Население
| 2002 | 2010 |
| ---- | ---- |
| 20   | →20  |

### Национальный состав
Согласно результатам переписи 2002 года, в национальной структуре населения русские составляли 80 %.